# جواز سفر أذربيجاني
يتم إصدار جواز السفر الأذربيجاني لمواطني أذربيجان لغرض السفر الدولي. جواز السفر العادي صالح لمدة 10 أعوام (منذ عام 2007) من تاريخ صدوره، ويحتوي على 34 صفحة لتأشيرة الدخول. يتم طباعة محتوى جواز السفر باللغتين الأذربيجانية والإنجليزية.جواز السفر الوطني لجمهورية أذربيجان هو وثيقة تثبت هوية وهوية الشخص الذي يحملها.

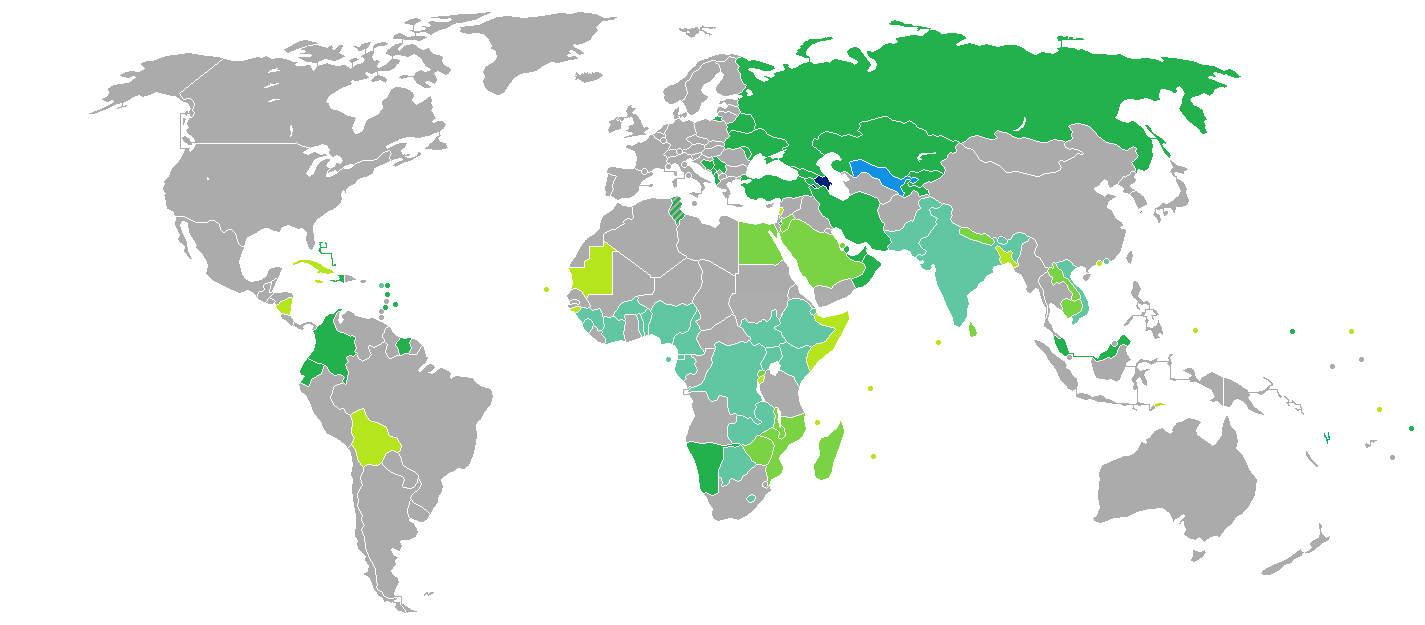
البلدان والأقاليم التي لا تفرض تأشيرة أو تطلب تأشيرة دخول عند الوصول للجهة، لحاملي جوازات السفر الاذربيجانية العادية.

## شكل
يجب على المواطنين الحصول على جواز سفر جديد عند انتهاء صلاحية جواز السفر أو انتهاء صلاحية الصفحات.جميع الجوازات مسجلة رسمياً في أذربيجان.الإقامة الدائمة لمواطن في بلد أجنبي وانتهاء صلاحية جواز سفره لن يؤدي إلى إنهاء جنسيته.
وفقًا للمرسوم رقم 686 بتاريخ 17 يوليو 2012 الصادر عن رئيس جمهورية أذربيجان، ابتداءً من 1 سبتمبر 2013، بدأ مواطنو جمهورية أذربيجان في تسجيل جوازات سفر بيومترية جديدة للجيل.
يتم تعريف جميع المبادئ الرئيسية المتعلقة بجواز سفر مواطن جمهورية أذربيجان بموجب قانون جمهورية أذربيجان «عند السفر من بلد إلى بلد وجوازات سفر». ووفقاً لهذا القانون، فإن جواز سفر مواطن جمهورية أذربيجان هو وثيقة رسمية تثبت هوية ومواطنة جمهورية أذربيجان خارج أراضي جمهورية أذربيجان، وذلك للسفر إلى جميع البلدان المعطاة له لمغادرة البلاد والقدوم إلى البلد.يحظر استخدام جواز السفر المخصص للأغراض الخارجية!

## أنواع

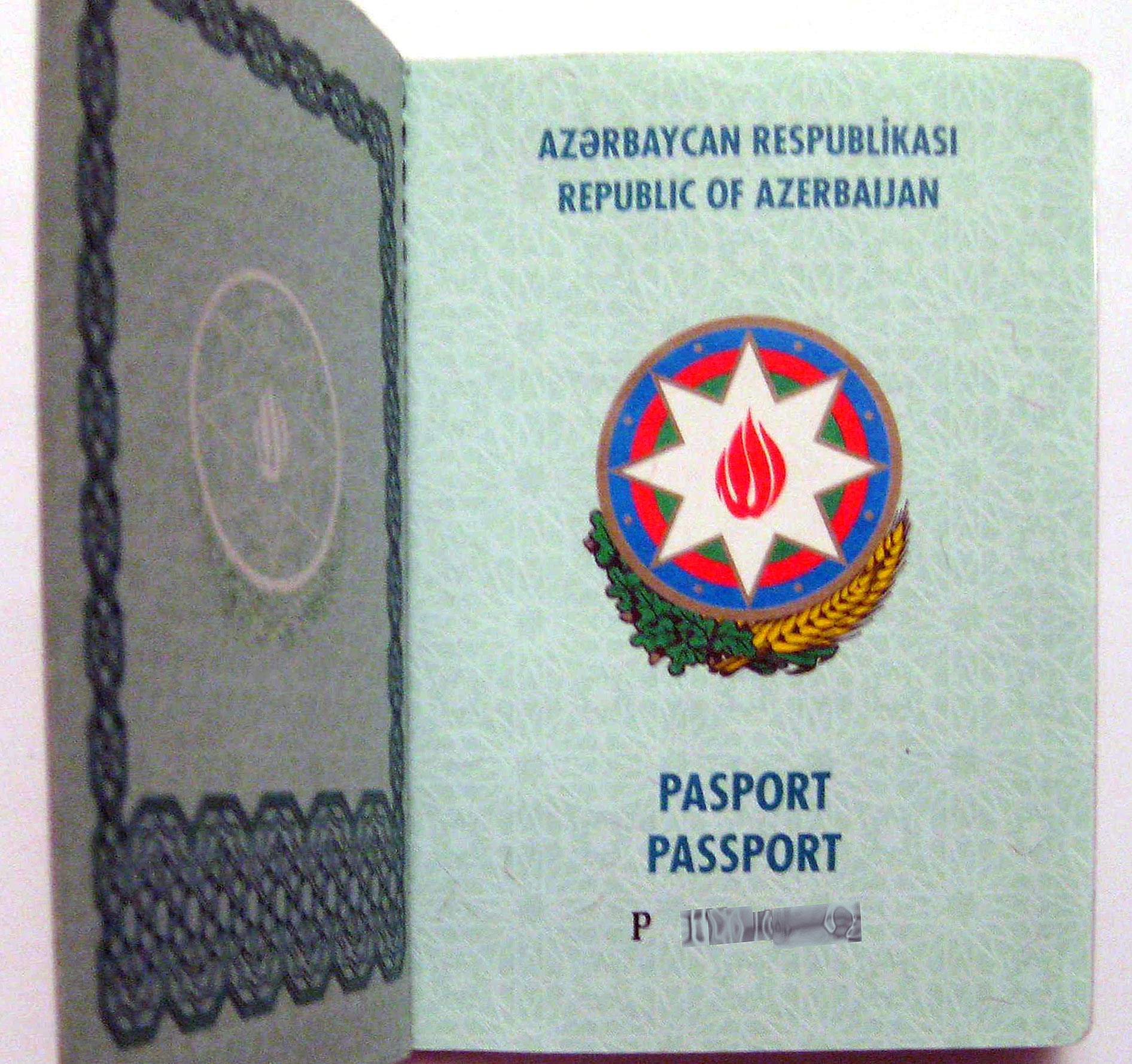
جواز سفر أجنبي

هناك 3 أنواع من جوازات السفر في جمهورية أذربيجان:
- جواز سفر عام لمواطن جمهورية أذربيجان - مدة الصلاحية 10 سنوات (سلسلة P)؛
- جواز سفر الخدمة لمواطن جمهورية أذربيجان - قد تكون مدة الصلاحية 5 سنوات أو فترة صلاحية المالك (سلسلة S)؛
- جواز السفر الدبلوماسي لمواطن جمهورية أذربيجان - قد تكون مدة الصلاحية 5 سنوات أو فترة لممارسة صلاحيات خاصة (سلسلة D).

## إصدار جواز السفر
يخضع إصدار جواز السفر الوطني لولاية وزارة الشؤون الداخلية لجمهورية أذربيجان.في بعض الحالات، من الممكن رفض إصدار جواز سفر لمواطن جمهورية أذربيجان.وبالتالي، ووفقاً لقانون جمهورية أذربيجان «في بلد المغادرة، عند القدوم إلى البلد وجوازات السفر»، يُحرم المواطنون من جواز السفر إذا كانوا مقيدين مؤقتاً بالحق في الذهاب والعودة من البلد (جمهورية أذربيجان) (وهي محددة بوضوح في التشريع).في هذه الحالات، يتم إخطار هيئة الدولة المعنية بقرار الرفض وأسبابه.فقط بعد تجديد الأسباب المسببة للرفض وإصدار وثائق جديدة، يمكن النظر في استئناف المواطن الثاني.

## لغة جوازات
يمكن طباعة جوازات السفر بلغات مختلفة في بلدان مختلفة.متوفر بلغتين (الأذربيجانية والإنجليزية) في جمهورية أذربيجان.

## جواز سفر بيومتري جديد

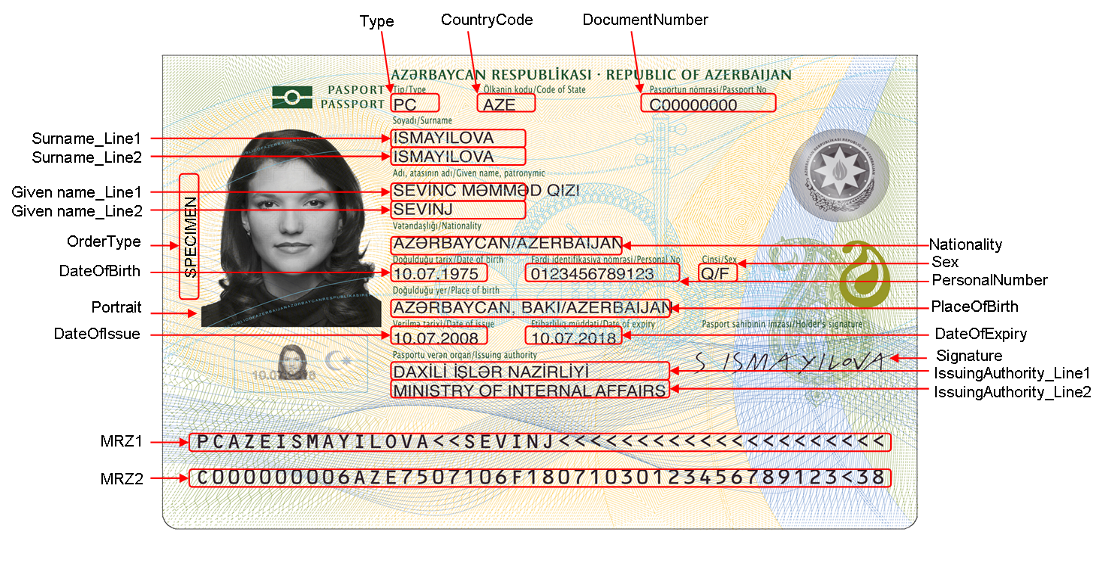
جواز السفر البيومتري

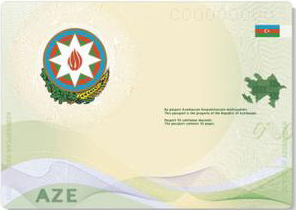
جواز السفر البيومتري

جواز السفر البيومتري لديه ناقل إلكتروني (رقاقة).اسم شركة النقل الإلكترونية (الشارة)، شعار الدولة، رمز البلد، نوع جواز السفر، الاسم، الاسم، الاسم العائلي، الجنسية، مكان الميلاد والتاريخ، الجنس، رقم الهوية الشخصية، مجموعة الدم، اسم السلطة المصدرة التاريخ، فترة الصلاحية، وصف وجه حامل جواز السفر، وبصمات الأصابع.مدة جواز السفر البيومتري الجديد هي لمدة عام واحد (1) للأطفال دون سن 1، ثلاث (3) سنوات للأطفال من 1 إلى 3، خمس (5) سنوات للأطفال دون سن الثامنة عشرة وعشرة 10) لفترة سنوية.
يحق لحاملي جوازات السفر أو حاملي جوازات السفر الذين عاشوا في الخارج أو انتهت صلاحيتها أو حاملي جوازات السفر الأجنبية أو مواطني جمهورية أذربيجان الذين يرغبون في الحصول على جواز سفر جديد التقدم الآن إلى القنصلية العامة لتسجيل جيل جديد من جوازات السفر البيومترية.يجب على مقدم الطلب الحضور إلى القنصلية العامة شخصياً مع المستندات الموضوعة وفقاً للقواعد ذات الصلة وبنسخة الأصلية من بطاقة الهوية.ترسل الوثائق إلكترونيا إلى رئيس مكتب الجوازات والتسجيل والهجرة التابع لوزارة الشؤون الداخلية لجمهورية أذربيجان، بعد النسخ الفوتوغرافي وبصمات الأصابع والتوقيع الإلكتروني لصورة الوجه المقابلة لمتطلبات جواز السفر البيومتري.يتم تسليم جواز سفر بيومتري جديد، صادر عن مكتب الجوازات العام والتسجيل والهجرة، إلى القنصلية العامة من خلال وزارة الخارجية بعد دفع رسم الولاية 40 (أربعون) من الألف إلى الياء المدرجة في قائمة الوثائق المطلوبة.

## إنظر أيضا
- متطلبات الحصول على تأشيرة لمواطني أذربيجان

## معرض صور

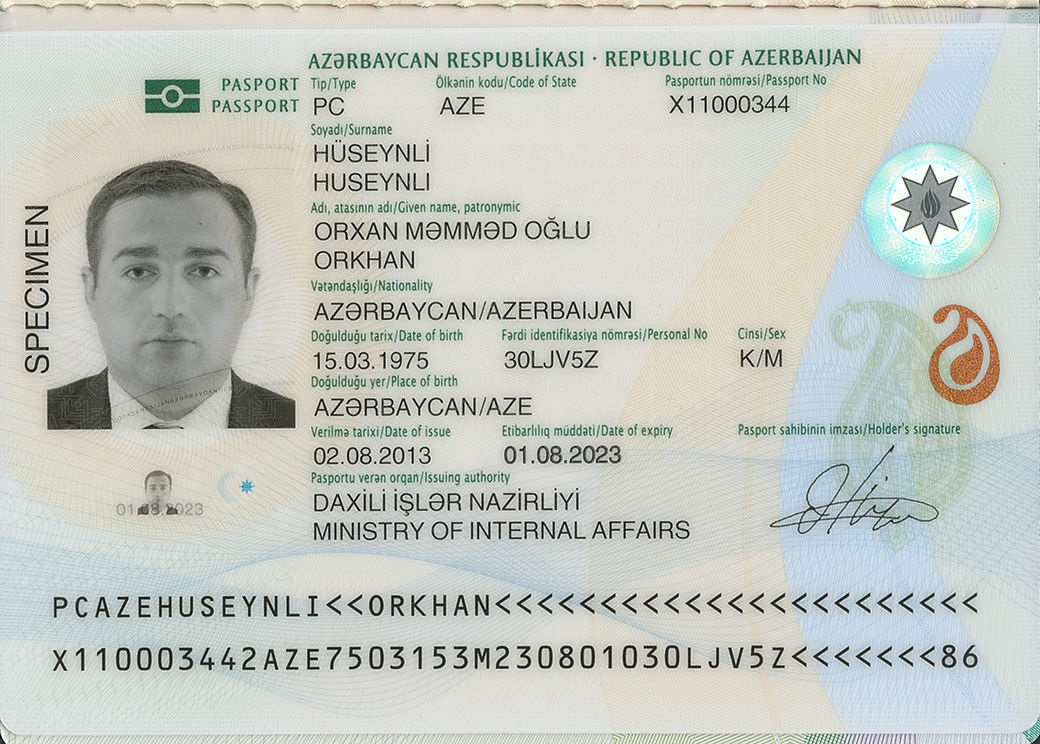
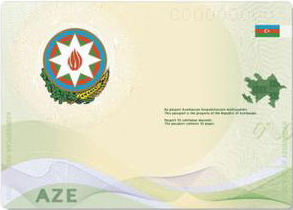

## روابط خارجية
- وزارة الشؤون الخارجية في جمهورية أذربيجان